# Karl Christian Bruhns
Pour les articles homonymes, voir Bruhns.
Karl Christian Bruhns (Plön, Holstein, 22 novembre 1830 – Leipzig, 25 juillet 1881), est un astronome allemand.

## Biographie
Karl Christian Bruhns est le fils d'un serrurier, et en 1851 il part travailler comme serrurier et mécanicien, d'abord à Borsig puis à Berlin dans l'usine de Siemens et Halske. À Berlin, il attire l'attention de Johann Encke, alors directeur de l'observatoire de Berlin, par ses remarquables capacités en calcul. En 1852 Bruhns est nommé assistant à l'observatoire, puis observateur en 1854, et en 1859 instructeur à l'université. En 1860, il est appelé à l'université de Leipzig comme professeur d'astronomie et directeur du nouvel observatoire en cours de construction, lequel, sous sa direction avisée, se développe pour devenir l'un des meilleurs observatoires d'Europe. Pendant une longue période, Bruhns est également directeur de la section astronomique de l'Institut royal prussien de géodésie (de) et publie plusieurs volumes des travaux astronomiques et géodésiques entre 1865 et 1874.
Il est connu comme découvreur de cinq comètes, comme habile calculateur d'orbites cométaires et planétaires et pour ses importants travaux en géodésie en lien avec la triangulation de l'Europe.